# Dobrzyków (gmina)
Dobrzyków (od 1973 Gąbin) – dawna gmina wiejska istniejąca do 1954 roku w woj. warszawskim. Siedzibą władz gminy był Dobrzyków.
Za Królestwa Polskiego gmina Dobrzyków należała do powiatu gosty(ni)ńskiego w guberni warszawskiej. W połowie 1870 roku do gminy Dobrzyków włączono część obszaru zniesionej gminy Zyck
W okresie międzywojennym gmina Dobrzyków należała do powiatu gostynińskiego w woj. warszawskim. Po wojnie gmina zachowała przynależność administracyjną. Według stanu z 1 lipca 1952 roku gmina składała się z 19 gromad.
Gminę zniesiono 29 września 1954 roku wraz z reformą wprowadzającą gromady w miejsce gmin. Jednostki nie przywrócono 1 stycznia 1973 roku po reaktywowaniu gmin, utworzono natomiast jej terytorialny odpowiednik, gminę Gąbin.